# North Randall (Ohio)
North Randall – wieś w Stanach Zjednoczonych, w stanie Ohio, w hrabstwie Cuyahoga.